# Ясенове (Словаччина)
Ясенове (словац. Jasenové) — село, громада округу Жиліна, Жилінський край, регіон Раєцка котліна. Кадастрова площа громади — 6,27 км².
Населення 622 особи (станом на 31 грудня 2017 року).

## Історія
Ясенове згадується 1407 року.

## Населення
| Рік:            | 1994. | 2004.   | 2014.   | 2024.   |
| --------------- | ----- | ------- | ------- | ------- |
| Кількість осіб: | 621   | 635     | 599     | 603     |
| Різниця:        |       | +2,25 % | -5,66 % | +0,66 % |

| Рік:            | 2023. | 2024. |
| --------------- | ----- | ----- |
| Кількість осіб: | 603   | 603   |
| Різниця:        |       | +0 %  |